# Veliki Lipovec (Žužemberk)
Veliki Lipovec (Duits: Grosslindenheim of Großlippowitz) is een plaats in Slovenië en maakt deel uit van de gemeente Žužemberk in de NUTS-3-regio Jugovzhodna Slovenija. De plaats telde 100 inwoners op 1 januari 2020.